# Husova lípa v Horních Dohalicích
Památná Husova lípa (lípa velkolistá – Tilia platyphyllos) roste u polní cesty vedoucí z Dohaliček do Horních Dohalic asi 10 km severozápadně od okresního města Hradec Králové.
Památná lípa má obvod kmene 315 cm, výšku asi 20 m a stáří přes 100 let (rok zasazení 1915). Chráněna jako památný strom je od roku 1998 pro svůj vzrůst a jako krajinná dominanta.

Z historie Husovy lípy (z obecní cedule)
O zasazení lípy se v roce 1915 zasloužil místní učitel Richard Petráň. Mimo jiné i proto se místu zasazení se říká "Kantorův plácek". V kronice dohalského sokola je zaznamenáno: 
- r. 1914: "Jelikož se blížil Husův rok, byl v obci založen přípravný výbor pro postavení Husova pomníku."
- r. 1915: "Oslava Husova se potom přece konala, ovšem zcela tiše, bez hudby. Na kopci byla zapálena hranice, mezi lid bylo rozdáno 100 brožur a na památku byly vsazeny uprostřed vsi lípy, 11 počtem, a v poli, na tzv. Kantorově plácku, zasazena byla 1 lípa tzv. Husova lípa."

## Památné stromy v okolí
- Dohalický Dub
- Duby v Třesovicích
- Dub v Popovicích
- Duby u Dolního Přímu
- Babyka u Dolního Přímu
- Památné duby v Jehlici